# 너의 세계를 지나칠 때
《너의 세계를 지나칠 때》(중국어: 从你的全世界路过)는 2016년 개봉한 중국의 로맨스 영화이다. 덩차오, 바이바이허, 양양이 출연했고 장이바이 감독이 연출했다. 장자자가 쓴 동명의 블로그 소설이 원작이다.

## 출연진
- 덩차오 - 천모
- 바이바이허 - 리즈
- 양양 - 마오스바
- 장천애 - 야오지
- 웨윈펑 - 주페이
- 두쥐안 - 샤오룽 PD
- 류옌 - 옌쯔